# Dwór na Piotrowie (Poznań)
Dwór na Piotrowie – zabytkowy dwór z 1907 na Piotrowie w Poznaniu w dolinie Kopla.
Wieś Piotrowo należała kolejno do: Piotrowskich, Czackich, Polickich, Ossowskich, Kęszyckich, Sypniewskich i w końcu do Antoniego Unruga, tytularnego generała Wojska Polskiego w II RP (od początków XX wieku). Postanowił on zastąpić starszy dwór nowym (wcześniej stał tu dwór obronny, który w połowie XIX wieku kryty był strzechą, w związku z czym nazywano go pod snopkami). Do realizacji wybrał projekt Rogera Sławskiego. Obiekt powstał w 1907. 
Budynek jest parterowy, nakryty dachem mansardowym, z dużą, poprzeczną wystawą dachową, co jest charakterystyczne dla innych projektów Sławskiego. Wnętrze zaprojektowano bardzo funkcjonalnie, z holem w centrum (reprezentacyjna klatka schodowa), w nawiązaniu do współczesnych wzorów angielskich. Fasada na osi zaakcentowana dwukondygnacyjnym ryzalitem o zaokrąglonych rogach, w którym znajduje się łukowaty otwór wejściowy ozdobionym herbem Unrugów - lwem stojącym na tylnych łapach.
W latach 70. i 90. XX w. przeprowadzono gruntowne renowacje dworu, upraszczając detal (m.in. boniowanie na ścianach). 
Dwór otoczony jest 5-hektarowym parkiem z pięcioma stawami, na których ongiś hodowano kaczki (w tym w warunkach półdzikich). Obiektowi towarzyszył folwark. Pozostał po nim m.in. spichlerz z początku XX wieku, który jest najlepiej zachowanym na terenie Poznania tego typu budynkiem podworskim.

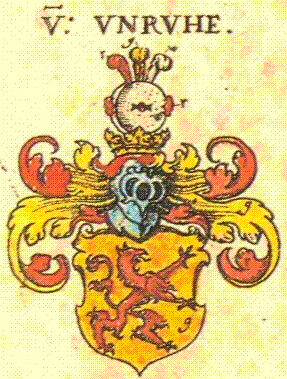
Herb Unrugów
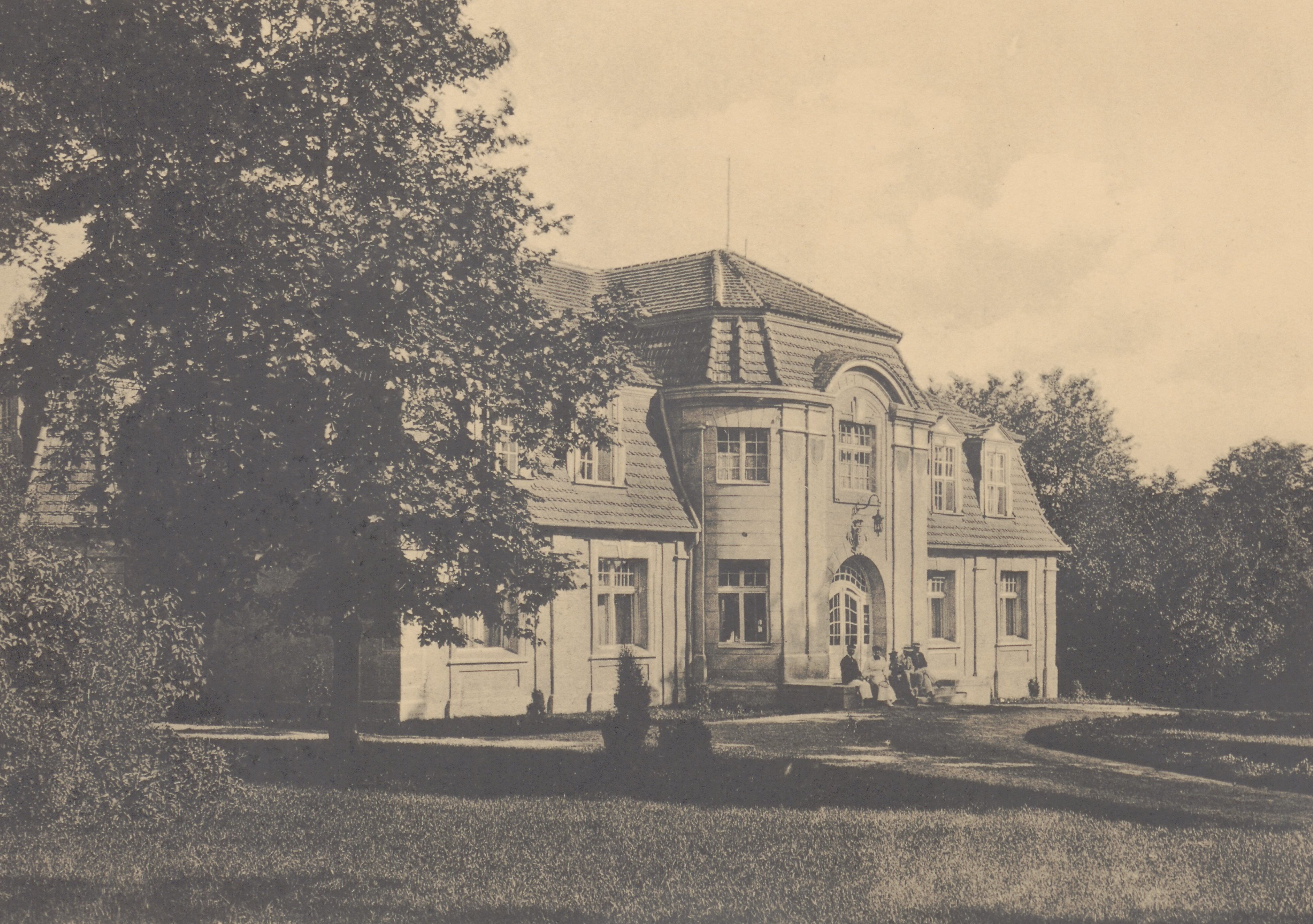
Dwór przed 1912